# Ufficio federale delle comunicazioni

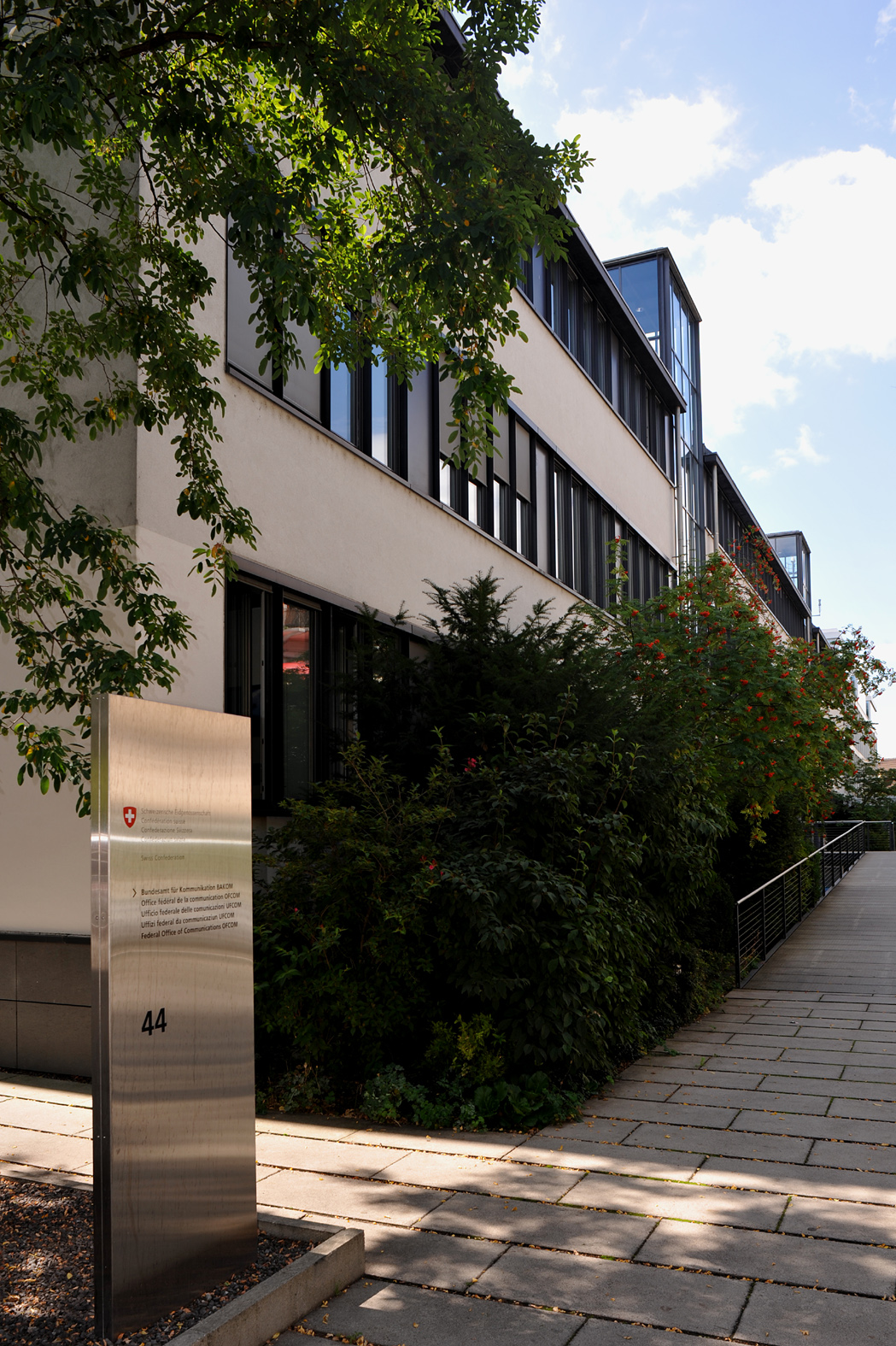
La sede dell'UFCOM a Biel/Bienne

L’Ufficio federale delle comunicazioni UFCOM (in tedesco Bundesamt für Kommunikation BAKOM, in francese Office fédéral de la communication OFCOM, in inglese Federal Office of Communications OFCOM) è un'autorità federale della Confederazione Svizzera. La sua sede si trova a Biel/Bienne. L'Ufficio si occupa delle questioni relative alle telecomunicazioni, alla radiodiffusione e ai servizi postali in Svizzera. Fra i suoi compiti l'UFCOM provvede ad esempio a regolamentare le radiocomunicazioni, gli impianti di telecomunicazione e le emittenti radiotelevisive. Inoltre, è l'autorità di vigilanza per il servizio universale nel settore del traffico dei pagamenti.
L'UFCOM è stato fondato nel 1992. È accorpato al Dipartimento federale dell’ambiente, dei trasporti, dell’energia e delle comunicazioni DATEC.

## Settori di competenza

### Telecomunicazioni
L'UFCOM attribuisce i prefissi nazionali e i numeri dei servizi a valore aggiunto, rilascia le concessioni ai fornitori di servizi di telecomunicazione ed è responsabile per il servizio universale in Svizzera. L'UFCOM si occupa inoltre di mettere in atto le misure per accompagnare e incoraggiare l'introduzione di nuove tecnologie, ad esempio per la telefonia mobile.

### Radio e televisione
L'UFCOM è l'autorità di sorveglianza sulle emittenti radiotelevisive, distribuisce le concessioni e vigila sulla riscossione del canone radiotelevisivo (la fatturazione e la riscossione del canone competono invece alla Billag SA).

### Posta e stampa
Il 1º ottobre 2012, con l'entrata in vigore della nuova legge sulle poste, l'UFCOM ha assunto nuovi compiti nel settore postale. Competono all'UFCOM la vigilanza sul servizio universale nel traffico dei pagamenti e la valutazione delle domande di sovvenzione indiretta alla stampa.

### Attività internazionali
L'UFCOM rappresenta gli interessi della Svizzera in diverse organizzazioni internazionali nei settori dell'audiovisivo, delle telecomunicazioni e delle nuove tecnologie. Fra queste l'Unione telegrafica internazionale e il Consiglio d’Europa.

### Società dell'informazione
La Direzione operativa società dell'informazione ha sede all'UFCOM. Supporta il Comitato di orientamento strategico che, su mandato del Consiglio federale, garantisce l'attuazione mirata, il coordinamento e l'evoluzione della strategia in questo ambito.
Nei suoi ambiti di attività l'UFCOM assume compiti di regolamentazione e di sovranità nazionale. L'Ufficio prepara le decisioni del Consiglio federale, del Dipartimento federale dell'ambiente, dei trasporti, dell'energia e delle comunicazioni DATEC, della Commissione federale delle comunicazioni (ComCom) e dell'autorità di regolazione del mercato postale (PostCom) che riguardano gli ambiti di sua competenza. 
Le basi legali sulle quali si basa l'attività dell'UFCOM sono la legge sulle telecomunicazioni (LTC), la legge federale sulla radiotelevisione (LRTV) e la legge sulle poste (LPO).

## Autorità comparabili
- In Italia l'Autorità per le garanzie nelle comunicazioni (Agcom)
- In Germania le Landesmedienanstalten e la Bundesnetzagentur
- In Francia l'Autorité de régulation des communications électroniques et des postes (ARCEP) e il Conseil supérieur de l'audiovisuel (CSA)
- In Inghilterra l'Office of Communications (Ofcom)
- Negli Stati Uniti la Federal Communications Commission